# Śvetāśvatara Upaniṣad
La Śvetāśvatara Upaniṣad (devanāgarī: श्वेताश्वतर उपनिषद; "upaniṣad di colui che ha bianchi muli") è una Upaniṣad appartenente al Kṛṣṇa Yajurveda, lo Yajurveda "nero". Scritta in versi, è suddivisa in sei canti, e deve il suo titolo al soprannome dato al saggio, reale o immaginario, che ne enunciò il contenuto.

## Generalità
Collocata fra le Upaniṣad cosiddette medie, la Śvetāśvatara risale a un periodo compreso fra il IV e il II secolo a.C.. Il testo ci è giunto col commento che ne fece il filosofo Śaṅkara, maestro dell'Advaita Vedānta, vissuto fra il VII e l'VIII secolo.
Anteriore alla Bhagavadgītā, il poema religioso che predica, fra altre strade, come via di liberazione la fede in un Dio personale (cioè la bhakti), la Śvetāśvatara Upaniṣad segna, nella letteratura filosofico-religiosa hindu, un punto di svolta notevole: il passaggio dal monismo upaniṣadico al teismo delle successive tradizioni śaiva e vaiṣṇava.
Il testo si apre con una serie di domande fondamentali sulla natura umana:
Si debbono <forse> pensare <come causa> il tempo, la propria natura, la necessità, il caso, gli elementi, la matrice, il puruṣa [lo Spirito universale]? O forse è, invece, l'unione di tutti questi <la causa>, dato che si tratta dell'esistenza del Sé <individuale>? <No, poiché> l'ātman non è signore della causa della felicità e dell'infelicità.»
(da Śvetāśvatara Upaniṣad, I, 1-2; citato in Pio Filppani Ronconi, Op. cit..)
L'upaniṣad prosegue esponendo le sue considerazioni su questi interrogativi, introducendo così concetti e tematiche che avranno importanti sviluppi nei secoli successivi. La Śvetāśvatara Upaniṣad è considerevole per i seguenti aspetti: l'esposizione dei concetti di devozione (bhakti) e di potenza divina (śakti); i riferimenti ai sistemi dello Yoga e del Sāṃkhya.

## Suddivisione e contenuti
Il testo è suddiviso in sei canti (adhyāya), ognuno dei quali ha un numero variabile di versi (śloka), per un totale di 113 versi.
Il primo adhyāya concerne l'indagine sul brahman e i suoi rapporti con l'ātman supremo e l'ātman individuale; il secondo procede presentando lo Yoga come tecnica per realizzare la reale natura del brahman. Il terzo adhyāya ha inizio con una serie di invocazione al dio vedico Rudra, e prosegue esponendo il concetto di brahman senza attributi (Brahman nirguṇa): si tratta quindi della distinzione fra il Dio personale e l'Assoluto. Il quarto continua identificando il Dio personale con Śiva, aspetto benevolo di Rudra; vengono altresì esposti i rapporti fra la materia (prakṛti) e l'ātman. Nel quinto adhyāya si torna sui temi del primo, discorrendo sulla relazione fra jīva e ātman: il primo non è altro che il secondo velato dagli attributi (guṇa). Conclude il sesto adhyāya, un'esposizione lodativa sulla grandezza e le facoltà del Dio unico.

## I temi

### Laśaktie il Dio
Un aspetto rilevante della Śvetāśvatara Upaniṣad è l'esposizione del concetto di śakti, ossia la potenza creativa del Dio, il suo aspetto immanente, la capacità di creare, distruggere e mutare gli elementi del cosmo e il cosmo stesso, un aspetto del divino che sarà poi personalizzato in forma di divinità femminile, sposa del Dio, o Dea suprema Ella stessa. Questa sposa-potenza è uno dei temi fondamentali di tutta la successiva gnosi indiana, sia śivaita sia viṣṇuita, tema trasmesso anche al Buddismo del Grande Veicolo, specialmente nelle scuole del Vajrayāna.
Il primo passo dove il termine śakti compare, è la terza strofa del I canto, quindi subito dopo le domande introduttive contenute nelle prime due strofe:
(da Śvetāśvatara Upaniṣad, I, 3; citato in Pio Filppani Ronconi, Op. cit..)
Grazie alle tecniche dello Yoga è possibile contemplare l'aspetto creativo del Dio (deva), ossia la sua "potenza", la śakti, ed è Dio la risposta alle domande.
Degno di nota è anche il seguente:
(da Śvetāśvatara Upaniṣad, IV, 1; citato Alain Daniélou, Op. cit..)
Dio non ha attributi, è "incolore", ma grazie alla śakti può creare "molti colori".

### Śiva
Mentre le domande introduttive delle prime strofe ruotano attorno al termine brahman, la terza, nel rispondere, fa uso del termine deva e introduce la śakti: Dio (deva) e la sua potenza (śakti) sono dunque la risposta. La Śvetāśvatara Upaniṣad prosegue identificando questo dio con Śiva. Śiva è nominato sia esplicitamente, es.: III:11 e IV:16; sia con gli epiteti di Rudra ("l'urlante"), es.: III:3-4 e IV:12; di Hara ("il distruttore"), es.: I:10; sia col termine di Īśa ("Signore"), es.: I:8; o più frequentemente col termine deva. Dalle strofe dell'Upaniṣad si desume che Śiva:
- è la causa dell'universo
- è l'unico Dio
- agisce nel cosmo servendosi della sua śakti ("potenza")
- è sia trascendente che immanente, dimorando nei cuori di tutti gli esseri

È dunque, quello della Śvetāśvatara Upaniṣad, un primo caso di testo, nelle tradizioni religiose hindu, ad esporre esplicitamente una concezione teistica, allontanandosi dalle riflessioni filosofiche impersonali delle precedenti Upaniṣad e aprendo la via alle grandi tradizioni teistiche, in primis quella dello śivaismo.
Al di là dei capisaldi di cui sopra, il testo sembra comunque adombrare una certa separazione fra l'anima individuale e Dio: si può allora affermare che la Śvetāśvatara Upaniṣad espone una teologia della «differenza nell'identità» (bhedābheda). L'anima dell'individuo può liberarsi dall'infelicità e dal ciclo delle rinascite, unendosi così a Dio, per mezzo dello yoga, della grazia divina (prasāda), e della devozione.

### Sāṃkhya-Yoga
La Śvetāśvatara Upaniṣad contiene molti riferimenti ad alcuni princìpi che saranno dello Yoga e del Sāṃkhya, presentando termini tecnici specifici di questi due sistemi di pensiero (darśana) ortodossi dell'Induismo. Non è però possibile collegare ulteriormente questa Upaniṣad ai primi sviluppi del Sāṃkhya, mancando informazioni storiche sulle origini di questa scuola.

### Labhakti
È in questa Upaniṣad che compare per la prima volta il termine bhakti, vocabolo che si può tradurre con "fede", "devozione", "abbandono amoroso":
tasyaite kathitā hy arthāḥ prakāśante mahātmanaḥ prakāśante mahātmanaḥ»
(da Śvetāśvatara Upaniṣad, VI, 23; citato in Pio Filppani Ronconi, Op. cit..)
L'accademico Gavin Flood fa comunque notare che, comparendo il termine proprio nell'ultima strofa, sorge il sospetto che si tratti di un'interpolazione successiva, ipotesi suffragata dalla presenza dell'esortazione della fede anche nel proprio maestro spirituale, il guru. Flood prosegue affermando che la cosa non è comunque determinante: il testo presenta più passi, nei quali è possibile ravvisare il ruolo della bhakti, anche se il termine non è espressamente utilizzato.